# Opamyrma hungvuong
Opamyrma hungvuong là một loài kiến được tìm thấy ở miền trung Việt Nam, được mô tả lần đầu vào năm 2008. Nó là loài duy nhất trong chi Opamyrma.

## Phát hiện và đặt tên
Tên chi mới, Opamyrma được lấy từ tên chi Apomyrma nhưng đảo vị trí 3 chứ cái đầu tiên. Tên loài hungvuong được lấy theo tên gọi dân gian của Hùng Vương, vị vua huyền thoại của người Việt,